# دونداین
در رشته‌افسانه‌های تالکین دونداین‌ها، Dúnedain (مفرد: دونادان، Dúnadan به معنی «انسانی از غرب») نژادی از انسان‌ها و با ریشه در نومنور بودند که از غرق شدن جزیرهٔ پادشاهی شان جان سالم به در برده بودند و به رهبری الندیل و پسرانش، ایسیلدور و آناریون به اریادور در سرزمین میانه آمده بودند. به آنها «انسان‌های اهل غرب» یا «انسان‌های غربی» هم گفته می‌شود (ترجمهٔ واژه به واژه از زبان سینداری). بیشتر این مردمان در آرنور و گاندور ساکن شدند.

## ظاهر
تالکین اشاره می‌کند که دونداین‌ها نژادی برتر از انسان‌های سرزمین میانه بودند چه در روح و چه در جسم با این حال توان انجام کارهای پلید را دارند و اگر این تمایل بر آنها چیره شود از انسان‌ها بدتر می‌شوند. آنها مردمانی بلندقد، با موهای تیره، پوست سفید و بی عیب و چشمانی خاکستری اند.
دونداین‌ها به‌ویژه آنها که در رده‌های بالاتر اجتماعی قرار دارند از خرد بالایی برخوردارند و گاهی می‌توانند پیشگویی کنند. آنها از عمر طولانی برخوردارند (سه تا چهار برابر عمر یک انسان معمولی) و می‌توانند تا روزهای آخر از جوانی بهره‌مند شوند. علت کاهش جمعیت دونداین‌ها نرخ زاد ولد آنها است که بسیاری از زوج هایشان بیش از یک بچه ندارند.